# Archibald Wavell
Archibald Percival Wavell (ur. 5 maja 1883, zm. 24 maja 1950) – brytyjski dowódca wojskowy, marszałek polny, dowódca sił Armii Brytyjskiej na Bliskim Wschodzie i w Azji podczas II wojny światowej, Gubernator Generalny i wicekról Indii (1943–1947).

## Dzieciństwo i młodość
Archibald Percival urodził się w Colchesterze w Anglii, jednak większość swojego dzieciństwa spędził w Indiach Brytyjskich. Jego ojciec – Archibald Graham Wavell – był generałem majorem (Major-General) w British Army. Percival po ojcu wybrał drogę swojej kariery. Ukończył letnią szkołę przygotowawczą w Oksfordzie, a następnie Winchester College w Winchesterze.

## Kariera wojskowa
Wavell ukończył centrum szkolenia kadry oficerskiej Royal Military Academy Sandhurst i 8 maja 1901 został przyjęty jako podporucznik (Second Lieutenant) do batalionu piechoty Black Watch. Wziął udział w końcowej fazie walk II wojny burskiej w Transwalu. W 1903 został przeniesiony do Indii Brytyjskich. W sierpniu 1904 otrzymał awans na porucznika (Lieutenant) i w 1908 wziął udział w walkach ze zbuntowanymi klanami w Peszawarze. W styczniu 1909 został oddelegowany z pułku do szkoły oficerów sztabowych Staff College w Camberley. W 1911 spędził rok jako wojskowy obserwator w armii rosyjskiej, poznając język rosyjski. W grudniu tego roku powrócił do swojego regimentu. W kwietniu 1912 otrzymał stopień Oficera Sztabu 3 Stopnia w Ministerstwie Wojny, a w marcu 1913 otrzymał awans na kapitana (Captain).

### I wojna światowa
Gdy rozpoczęła się I wojna światowa Wavell pracował jako oficer sztabowy. Został wysłany do Francji i wziął udział w walkach na froncie zachodnim. Początkowo pełnił obowiązki Oficera Sztabu 2 Stopnia w dowództwie Brytyjskiego Korpusu Ekspedycyjnego, jednak już w listopadzie 1914 został szefem sztabu 9 Brygady Piechoty. W dniu 22 kwietnia 1915 ożenił się z Eugenie Marie Quirk. Mieli czworo dzieci.
Podczas II bitwy pod Ypres w 1915, Wavell został ciężko raniony i stracił lewe oko. W grudniu został przeniesiony do Sztabu Generalnego. W październiku 1916 otrzymał awans na majora (Major) i został Oficerem Sztabu 1 Stopnia. Następnie został przydzielony jako oficer łącznikowy armii rosyjskiej na Kaukazie. W czerwcu 1917 otrzymał brevet podpułkownika (Lieutenant-Colonel) i otrzymał przydział do sztabu Egipskich Sił Ekspedycyjnych. W styczniu 1918 został asystentem adiutanta Zastępcy Kwatermistrza Generalnego. W marcu 1918 przyjechał do Palestyny, gdzie pracował w sztabie XX Korpusu, zdobywając doświadczenie bojowe pod rozkazami gen. Edmunda Allenby.

### Okres międzywojenny
W grudniu 1921 Wavell został asystentem Adiutanta Generalnego w Ministerstwie Wojny, a w lipcu 1922 otrzymał awans na pułkownika (Colonel). Otrzymał wówczas przeniesienie do sztabu 3 Dywizji Piechoty, a w lipcu 1930 jako generał brygady (Brigadier) otrzymał dowództwo nad 6 Brygadą Piechoty. W październiku 1933 otrzymał awans na generała majora (Major-General) i objął dowództwo nad 2 Dywizją Piechoty. W sierpniu 1937 został przeniesiony do Mandatu Palestyny ogarniętego arabskim powstaniem (1936–1939). Wavell został Naczelnym Dowódcą sił brytyjskich w Palestynie i Transjordanii, i w styczniu 1938 otrzymał awans na generała porucznika (Lieutenant-General). W kwietniu 1938 powrócił do kraju i objął dowództwo nad Południowym Dowództwem. W lipcu 1939 otrzymał awans na Naczelnego Dowódcę Dowództwa Bliskiego Wschodu, z siedzibą w Egipcie.

### II wojna światowa

Archibald Percival Wavell i gen. Edward Quinan w Iraku, kwiecień 1941

W pierwszym okresie II wojny światowej na Bliskim Wschodzie panował spokój, i Wavell mógł poczynić przygotowania do działań wojennych. Prowadził przy tym bardzo elastyczną strategię powstrzymywania wojsk włoskich w Północnej i Wschodniej Afryce. Gdy zgromadził odpowiednie siły mógł przejść do ofensywy. Między grudniem 1940 a lutym 1941 przeprowadził Operację Compass rozbijając wojska włoskie w Libii, a następnie zajął Włoską Afrykę Wschodnią. Jego generał, Richard O’Connor, wziął 130 tys. włoskich jeńców wojennych. Dalszą ofensywę w Afryce Północnej powstrzymała w kwietniu 1941 niemiecka inwazja na Grecję. Wavell otrzymał rozkaz przerzucenia części oddziałów na ten teatr walki i poniósł tam porażkę. W rezultacie Niemcy mogli wzmocnić włoskie siły w Afryce swoim Afrika Korps, który zepchnął Brytyjczyków do granicy Egiptu. Wydarzenia w Grecji i Afryce spowodowały wzrost sympatii dla nazistów w Mezopotamii. W strategicznych interesach Wielkiej Brytanii szczególne miejsce zajmował Irak. Brytyjczycy nie mogli dopuścić aby sprzyjający Niemcom Arabowie przejęli kontrolę nad tym obszarem. Zmusiło to Wavella do objęcia w kwietniu 1941 dowództwa nad brytyjskimi siłami w Iraku. Zostały one wzmocnione przez niektóre jednostki przerzucone z Mandatu Palestyny i Emiratu Transjordanii, prowadząc walki podczas wojny brytyjsko-irackiej). W czerwcu 1941 Winston Churchill odebrał Wavellowi dowództwo na Bliskim Wschodzie przekazując je Claude'owi Auchinleckowi.
Wavell został głównodowodzącym wojsk brytyjskich w Indiach Brytyjskich. Początkowo jego działania koncentrowały się na nawiązaniu współpracy z ZSRR w celu zabezpieczenia złóż ropy naftowej w Iranie. Wavell miał jednak pecha, i po raz kolejny objął dowództwo nad obszarem Południowo-Wschodniej Azji, która stała się strefą wojny. W grudniu 1941 rozpoczęła się wojna na Pacyfiku, a Wavell objął dowództwo nad American-British-Dutch-Australian Command (ABDACOM) z główną kwaterą na Jawie. Obszar prowadzonych działań wojennych obejmował Holenderskie Indie Wschodnie, Malaje i Birmę. Wavell był utalentowanym dowódcą o dużym doświadczeniu bojowym, jednak brak odpowiedniej ilości sił wojskowych uniemożliwił mu utrzymanie całego bronionego terytorium. Porażki na Półwyspie Malajskim i upadek Singapuru zmusiły go 10 lutego 1942 do ewakuacji z Singapuru na Jawę. 23 lutego ewakuował się do Indii. Bez powodzenia kierował obroną Birmy. W styczniu 1943 został awansowany na marszałka polnego (Field Marshal). W lipcu ponownie został zastąpiony przez Auchinlecka, którego przeniesiono do Azji po klęskach w Afryce.

## Wicekról Indii

Naczelny dowódca British Army Bernard Law Montgomery oraz Archibald Wavell i Claude Auchinleck, 1946

We wrześniu 1943 Wavell został mianowany wicekrólem Indii. Jednym z jego pierwszych zadań było zajęcie się klęską głodu w Bengalu. Zaangażował on siły wojskowe do dystrybucji pomocy humanitarnej dla głodujących wieśniaków. Z mieszanym powodzeniem próbował także wpływać na obniżenie cen ryżu, aby umożliwić zwiększenie dostaw do Bengalu. Wavell początkowo cieszył się dużą sympatią wśród indyjskich polityków, jednak sytuacja ta uległa zmianie wraz ze wzrostem aspiracji niepodległościowych w kraju. Pełnił tę funkcję do 1947 w okresie wielkich niepokojów związanych z walką o niepodległość oraz konfliktem między islamem i hinduizmem.

## Późniejsze lata
W 1947 Wavell powrócił do Anglii. Zajął się pisarstwem. Zmarł 24 maja 1950 w Londynie.

## Awanse
- podporucznik (Second Lieutenant) – 8.05.1901
- porucznik (Lieutenant) – 13.08.1904
- kapitan (Captain) – 20.03.1913
- major (Major) – 8.05.1916
- podpułkownik (Lieutenant-Colonel) – 3.06.1917
- pułkownik (Colonel) – 12.07.1922
- generał brygady (Brigadier) – 1.07.1930
- generał major (Major-General) – 16.10.1933
- generał porucznik (Lieutenant-General) – 29.01.1938
- generał (General) – 1.10.1940
- marszałek polny (Field Marshal) – 1.01.1943

## Odznaczenia
| - Queen’s South Africa Medal z klamrami: „Orange Free State”, „Transvaal”, „South Africa 1901”, „South Africa 1902" - Medal Frontier of India 1908 - Military Cross (1915) - Mentioned in Despatches (1915, 1917, 1919) - Cesarski i Królewski Order Świętego Stanisława z Mieczami III klasy (Imperium Rosyjskie, 1917) - Order Świętego Równego Apostołom Księcia Włodzimierza (Imperium Rosyjskie, 1917) - Gwiazda 1914 - Medal Wojenny Brytyjski - Medal Zwycięstwa - Kawaler Orderu św. Michała i św. Jerzego (1919) - Komandor Orderu Legii Honorowej (Francja, 1920) - Krzyż Wojenny 1914–1918 (Francja, 1920) - Order El Nahda II klasy (Hidżaz, 1920) - Order Obłoku (Republika Chińska) - Order Gwiazdy Nepalu (Nepal) | - Komandor Orderu Nilu (Egipt) - Krzyż Kawalerski Orderu Łaźni (1935) - Krzyż Komandorski Orderu Łaźni (1939) - Krzyż Wielki Orderu Łaźni (1941) - Krzyż Srebrny Orderu Wojennego Virtuti Militari (Polska, 1941) - Krzyż Wielki Orderu Jerzego I (Grecja, 1941) - Krzyż Wojenny 1940 I klasy (Grecja, 1942) - Komandor Orderu Salomona (Etiopia, 1942) - Kawaler Krzyża Wielkiego Orderu Oranje-Nassau (Holandia, 1943) - Krzyż Wojenny Czechosłowacki 1939 (Czechosłowacja, 1943) - Kawaler Wielki Komandor Orderu Gwiazdy Indii (1943) - Kawaler Wielki Komandor Orderu Imperium Indyjskiego (1943) - Burma Star - Kawaler Orderu Szpitala Świętego Jana Jerozolimskiego (1944) - Wielki Komandor Legii Zasługi (Stany Zjednoczone, 1948) |